# Chacals de la Rive-Sud
Die Chacals de la Rive-Sud (englisch Rive-Sud Jackals) waren eine kanadische Eishockeymannschaft aus Rive-Sud, Québec. Das Team spielte von 1996 bis 1998 in der Québec Semi-Pro Hockey League.

## Geschichte
Die Mannschaft wurde 1996 als Franchise der erstmals ausgetragenen Québec Semi-Pro Hockey League gegründet. In dieser schloss sie die einzigen beiden Spielzeiten ihres Bestehens jeweils die Division Est als Dritter ab. In den anschließend stattfindenden Playoffs um die Coupe Futura konnte sich das Team nicht durchsetzen.
Im Anschluss an die Saison 1997/98 wurde das Franchise nach Saint-Georges-de-Beauce umgesiedelt, wo es in den folgenden Jahren unter dem Namen Garaga de Saint-Georges am Spielbetrieb der Liga teilnahm.

## Team-Rekorde

### Karriererekorde
Spiele: 73  Bruno Guay
Tore: 43  Bruno Guay
Assists: 70  Martin Robitaille
Punkte: 109  Bruno Guay
Strafminuten: 212  Jean-François Couture